# ماده زایا

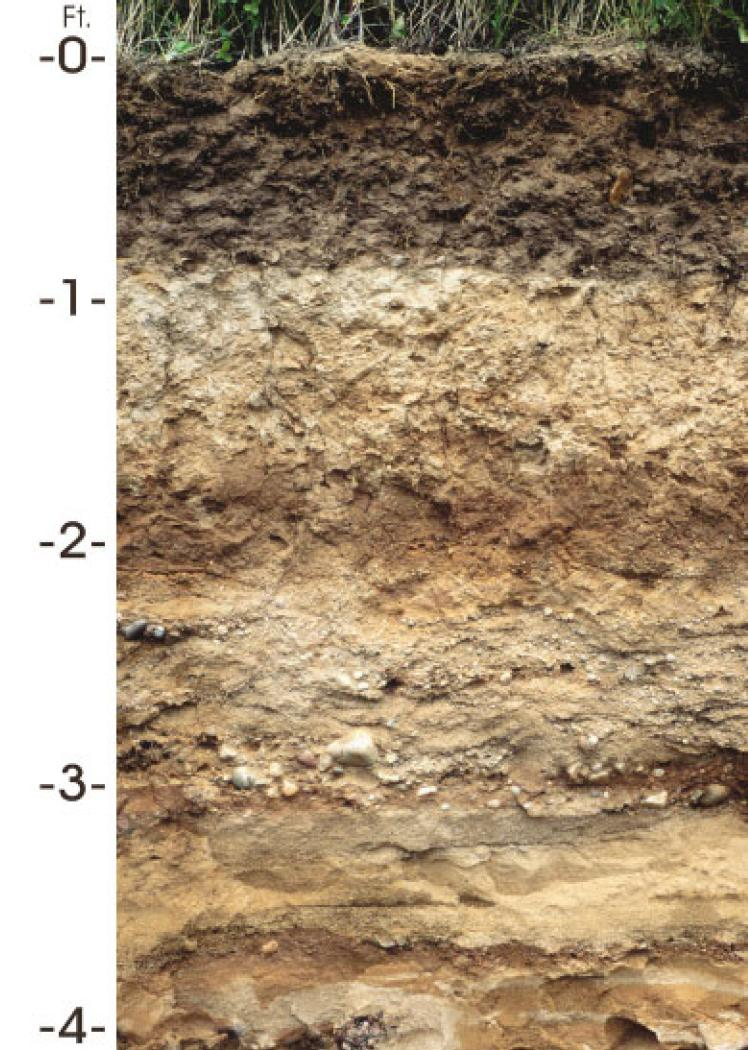
مادهٔ زایا (به انگلیسی: Parent material)، مادهٔ اصلی مواد زمین‌شناسی زیرین

مادهٔ زایا (به انگلیسی: Parent material)، مادهٔ اصلی مواد زمین‌شناسی زیرین (به‌طور کلی سنگ بستر یا یک نهشته سطحی یا رانش) است که در آن افق‌های خاک تشکیل می‌شود. خاک‌ها معمولاً ساختار و مواد معدنی زیادی را از مواد اولیه خود به ارث می‌برند، و به همین دلیل، اغلب بر اساس محتوای مواد معدنی تلفیقی یا تلفیق‌نشده‌ای که درجه‌هایی از هوازدگی فیزیکی یا شیمیایی را متحمل شده‌اند و حالتی که مواد در آن قرار گرفته‌اند، طبقه‌بندی می‌شوند، که به‌تازگی جابه‌جا شدند.